# Overblijvende ossentong
De overblijvende ossentong (Pentaglottis sempervirens, synoniem: Anchusa sempervirens) is een plant uit de ruwbladigenfamilie en de enige soort uit het geslacht Pentaglottis. Een vroegere Nederlandse naam is groene ossentong.
De plant komt oorspronkelijk uit Zuidwest-Europa en Klein-Azië en wordt in België en Nederland als sierplant in tuinen gekweekt van waaruit ze af en toe verwildert. In het wild is ze zeer zeldzaam. In Groot-Brittannië komt de plant alleen in het zuiden voor. De soort is ook in Noord-Amerika ingevoerd.
Het is een 30-100 cm hoge vaste stinsenplant. De bladeren zijn eirond tot eirond-lancetvormig, waarvan de bovenste zittend zijn en de onderste lang gesteeld. De bloeitijd loopt van april tot juli in Noordwest-Europa, maar in het Middellandse Zeegebied kan de plant tot september in bloei worden aangetroffen. De alleenstaande, blauwe, bijna stervormige, 0,8-1,5 cm grote bloemen hebben een witte keel.

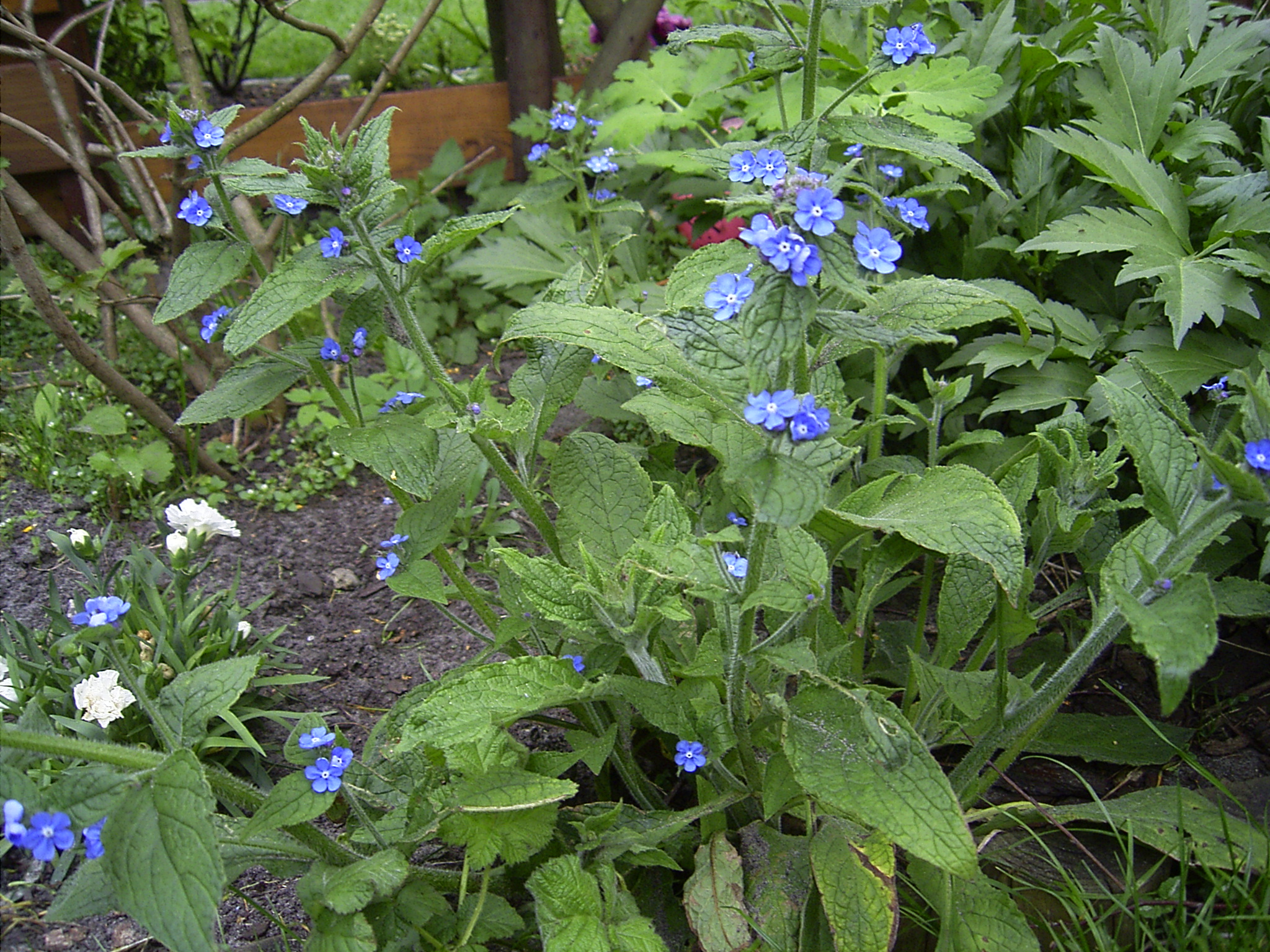
plant
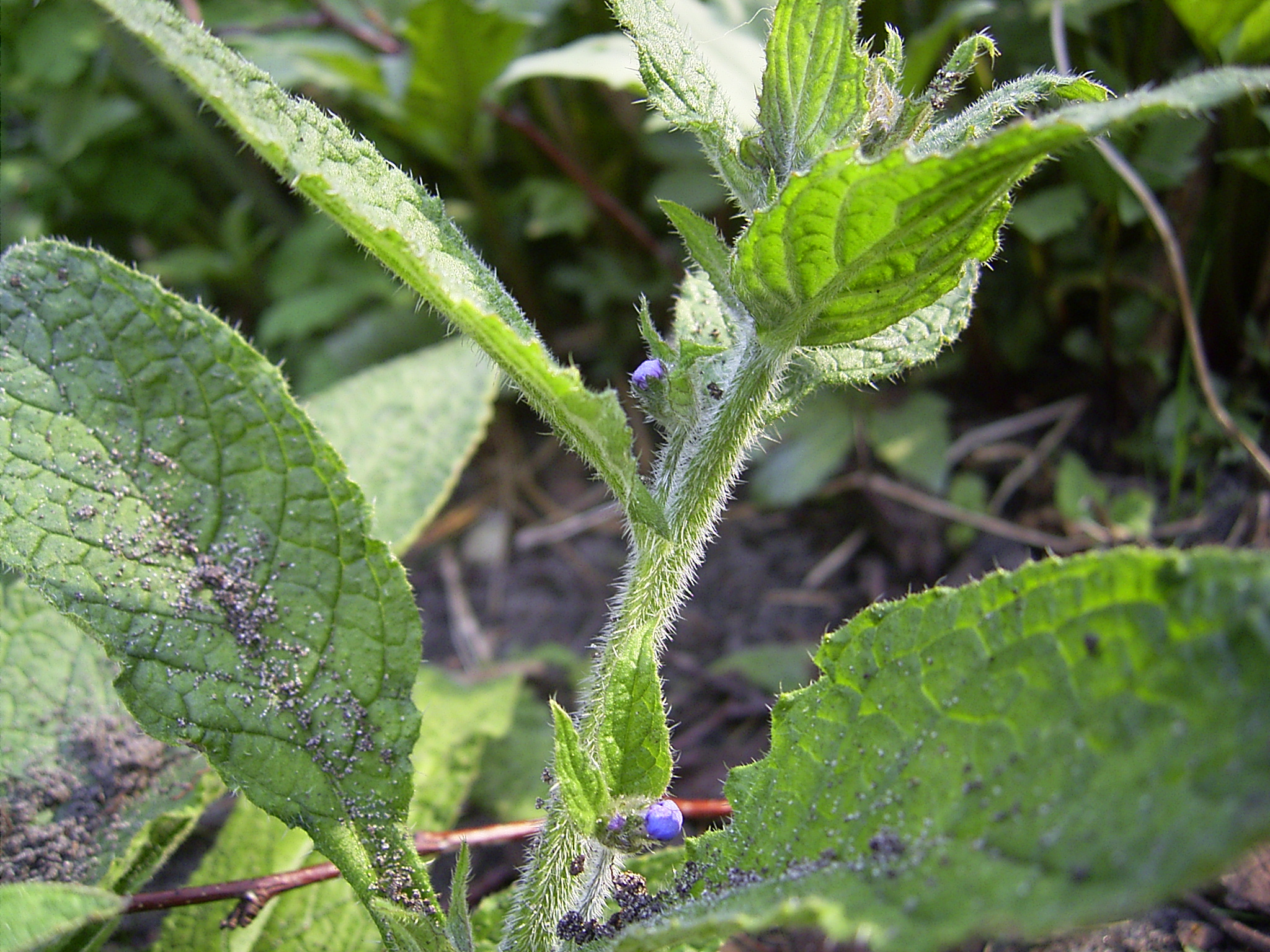
blad
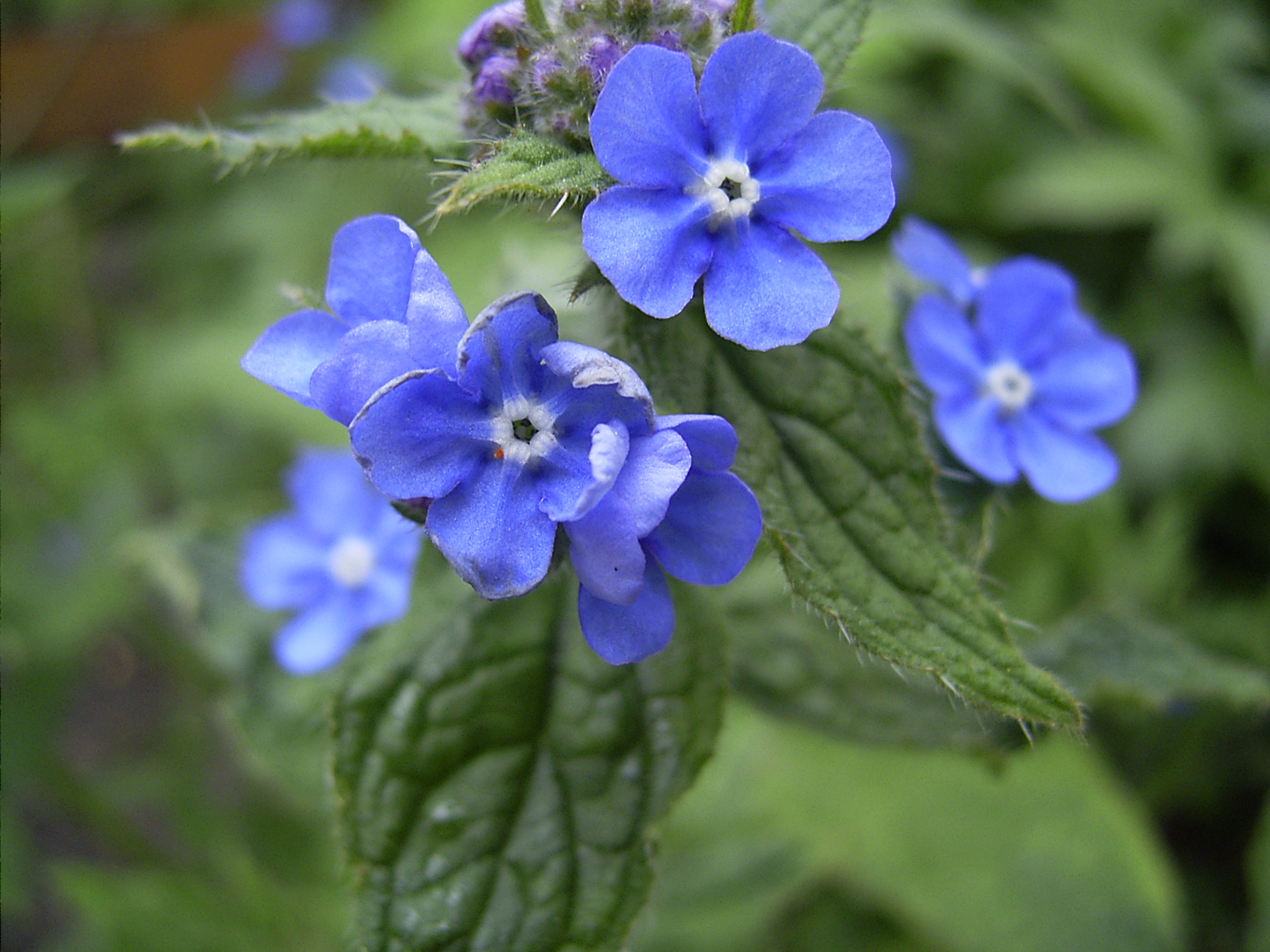
bloem